# Sarah Poniatowski
«  Sarah Lavoine » redirige ici. Pour les autres significations, voir Lavoine (homonymie).
Pour les articles homonymes, voir Maison Poniatowski.
Sarah Poniatowski, née le 3 mars 1973 à Neuilly-sur-Seine, est une designer et décoratrice d’intérieur exerçant en France.

## Biographie
Fille de Jean Stanislas Poniatowski, longtemps directeur de Vogue et de Sabine Marchal, décoratrice, sœur de Marie Poniatowski, créatrice de bijoux, elle est descendante d’une famille de la noblesse polonaise qui donna un roi à la Pologne, la Maison Poniatowski.
Elle étudie dans un premier temps le théâtre, la psychologie et la communication, avant de se tourner vers l'architecture d'intérieur.

### Carrière
Elle réalise ses premiers chantiers au début des années 2000 et crée en 2002, la société homonyme Sarah Lavoine, son agence de décoration d'intérieur. Elle imagine, crée et développe des ambiances et des styles pour habiller des intérieurs, qu'il s'agisse de maisons, de lofts ou d'appartements, mais aussi des hôtels, des boutiques et des espaces de réception.
En 2010, elle présente l’émission Design by Sarah Lavoine sur la chaîne Odyssée (devenue Stylia par la suite),, et publie également un livre, Architecture intérieure, aux éditions de la Martinière. Elle ouvre sa première boutique à Paris, rue Saint-Roch.
En 2012, la CFOC (Compagnie française de l'Orient et de la Chine) fait appel à elle pour la réouverture de son magasin. La même année, elle lance sa propre collection d'objets de décoration,. L'année suivante, elle ouvre sa seconde boutique, à Paris. À cette époque, l'arrivée d'Edouard Renevier comme directeur général de la marque va donner un tournant à celle-ci.
Par la suite en 2014, elle décore un premier restaurant, le « Victoria 1836 » puis inaugure le Elle Café à Tokyo, relooke le Club 13, ouvre une quatrième boutique dans le quartier de Passy à Paris. Au cours de sa carrière elle collabore avec Sushi Shop, Delacre, mais également avec Monoprix ou La Redoute ; pour cette dernière, Sarah Lavoine imagine une collection de mobilier d’intérieur et accessoires en 2009.
En 2017, elle est à la tête d'une entreprise employant 40 personnes, possédant 6 magasins et 80 points de vente dans le monde. En novembre, elle reçoit le prix Veuve Clicquot. Quatre ans plus tard sa marque touche divers domaines, bien souvent par le biais de collaborations, tel le prêt-à-porter, les peintures dont le « Bleu Sarah » couleur qu'elle a déposé, les lunettes, le papier-peint, et plus seulement l'agencement de décoration. Elle occupe alors une soixantaine de personnes et se voit diffusée dans 130 points de vente.
Le musée du Louvre la sollicite et début 2021 elle publie une collection « Tuillerie » d'une quarantaine de pièces commercialisées dans les boutiques à son nom ou sur le site internet du musée.

## Vie privée
Le 25 mai 1995, elle épouse, lors d'un mariage catholique à Marrakech, puis civil le 26 mai 1995, l'acteur et chanteur Marc Lavoine, avec qui elle a trois enfants : Yasmine en 1998, Roman le 29 mai 2007 et Milo en 2010.
Elle a déposé une marque du nom patronymique de « Maison Sarah Lavoine », avant son divorce.
En mars 2018, elle révèle sa séparation de Marc Lavoine et leur intention de lancer une procédure de divorce après vingt-trois ans de mariage.
En 2023, Sarah Poniatowski est en couple avec l'acteur Roschdy Zem.

## Publications
- Sarah Lavoine, Caroline Wietzel et Guillaume de Laubier, Sarah Lavoine : Architecture intérieure, Paris, Éditions de la Martinière, novembre 2010, 240 p. (ISBN 978-2-7324-4278-5, présentation en ligne)
- Ainsi soit style, Paris, Éditions Fayard, coll. « Témoignages/Doc/Actu », 2015, 192 p.  (ISBN 978-2-213-69390-3)

## Distinctions
- Prix Veuve Clicquot (2017)
- Chevalier de l'ordre national du Mérite